# Словин, Леонид Семёнович
Леони́д Семёнович Сло́вин (2 ноября 1930, Черкассы, Украинская ССР, СССР — 19 июня 2013, Иерусалим, Израиль) — советский, российский и израильский писатель и сценарист, 20 лет проработавший в советской милиции, в транспортном отделе Павелецкого вокзала. Считается мэтром «железнодорожного детектива».
По его книгам поставлены фильмы «Дополнительный прибывает на второй путь» (1986), «Кодекс молчания» (1990) и другие.

## Биография
Родился в Черкассах, его отец Соломон Яковлевич Словин (1905—1938) был расстрелян как «латвийский шпион» (реабилитирован в 1963 году). Во время Великой Отечественной войны Словин ребёнком оказался в Узбекистане и, по собственным словам, «на всю жизнь сохранил любовь к нему».
Окончил Московский юридический институт, судебно-следственный факультет (1952). По окончании института был направлен по распределению в адвокатуру в Костромской район. В 1952—1956 годах Словин работал как адвокат в городе Шарья Костромской области, в милицию же он изначально не был принят как сын «иностранного шпиона».
По собственным словам, поработав адвокатом, Словин обнаружил, что его гораздо больше интересует работа сыщика, поэтому со временем, в 1956 году, он смог перейти в милицию: «Первая моя должность в милиции называлась так: „Ответственный за борьбу с кражами крупного рогатого скота“». Вначале он стал следователем 1 отделения милиции, но затем сменил специализацию и перешёл на должность розыскника-оперуполномоченного уголовного розыска.
Проработал в милиции 26 лет, 2 месяца и 18 дней. В 1956—1962 годах Словин — сотрудник уголовного розыска ГОВД города Костромы, дослужился до начальника уголовного розыска ГОВД Костромы.
В 1962 году Словин, по просьбе своей матери-москвички, перевелся в Москву, с понижением — оперуполномоченным на Павелецкий вокзал.
В 1960-х годах начал публиковаться, получать за свои книги награды. Детективы его расходились большими тиражами, переводились на иностранные языки. Член Союза писателей СССР (1977). В произведении «Ничего личного» Леонид Словин делает предположение, что герой романа Виктора Астафьева «Печальный детектив» (1987) Леонид Сошнин во многом списан с него.
Литературный успех позволил Словину закончить свою официальную карьеру в органах. После 20 лет работы в отделе уголовных расследований железнодорожного вокзала, в 1981 году он ушёл в отставку в звании майора, закончив службу заместителем начальника отделения уголовного розыска. К этому моменту звание майора он имел уже 16 лет, без повышений (как ему объясняло начальство — из-за еврейской национальности).
В начале 1990-х от денежной нужды пенсионер согласился на приглашение вступить в частную охранно-детективную ассоциацию «Лайнс» (Lions), где он стал советником президента фирмы, занимающейся охраной и безопасностью Сергея Михайловича Степнова (тоже бывшего милиционера). Её же он сделает местом деятельности своего нового детективного цикла.
Жена — Галина Андреевна Жукова, подполковник милиции в отставке. В 1994 году репатриировался в Израиль. Жил в Иерусалиме. На протяжении почти 15 лет с 1996 по 2010 год работал литературным обозревателем Иерусалимского Дома Книги «Золотая Карета». Создал более 500 книжных обозрений, которые еженедельно печатались в газете «Наш Иерусалим».
Похоронен на кладбище Гиват Шауль.

## Творчество
Писать детективы начал во время работы в милиции, в 1960-х годах. Печататься начал в 1961 году: появились публикации в журнале «Советская милиция», газете «Северная правда», «Вечерняя Москва». Его первая же книга «Такая работа» (1965), скорее — производственный роман, чем детектив, завоевала высшую награду Союза писателей и МВД в конкурсе на лучшую работу о милиции. По собственным словам, убийство одного из его друзей и книга, написанная другим об этом деле, были основными мотивами того, что Леонид Словин начал сочинять. (Речь идет об убийстве его коллеги по Костромскому горотделу милиции оперуполномоченного Геннадия Печурина и посвященному его раскрытию детективному роману коллеги П. П. Коляда «Неизвестное такси»).
Творчество Леонида Словина можно условно разделить на два этапа, связанными с его биографией.

### Первый
Первый этап начинается в 1965 году, когда вышла повесть «Такая работа». В 1969 году вышел первый рассказ о «сыщике» Денисове («Однодневная командировка»). Этап условно завершился в 1988 году, когда появилась последняя книга о Денисове — «Цапля ловит рыбу». В этот период были написаны 16 произведений об этом герое (включая 4 рассказа), который прошёл путь от сержанта до капитана, а также ещё четыре повести «вне серии». К первому этапу можно отнести и написанную в 1991 году повесть «На оперативном обслуживании», во многом автобиографическую книгу о первых шагах Словина в милиции.
На этом этапе перед нами предстаёт автор классического советского «полицейского» детектива: «сыщики» «все в белом» (но индивидуальность прослеживается), преступники, как правило, «в чёрном» (но есть и промежуточные типы), плюс «прослойка» не слишком трудолюбивой интеллигенции, особенно творческой. При этом его книги имеют уникальную профессиональную специфику, связанную с транспортной милицией. Словин становится мэтром «железнодорожного детектива».
В образе Денисова, по собственным словам писателя, угадывались черты сыщика Виктора Михайловича Акимова, его коллеги по Павелецкому вокзалу, начальника уголовного розыска. С образом сыщика Денисова писатель расстался несколько лет спустя после выхода на пенсию: «Все равно о многом нельзя было писать. Ситуация поменялась только в годы поздней перестройки, когда пресс-центр МВД перестал нас, писателей, контролировать. Как только стало возможно писать правду, я расстался со своим героем — капитаном Денисовым».
Собрание сочинений Л. Словина в 8 томах вышло в 1993 году (М., Остожье).

### Второй
Второй этап начинается в 1990 году с написанного совместно с Георгием Вайнером романа «На тёмной стороне Луны». Новая Россия вносит в его книги типажи, типичные для массовой литературы того периода, «бандитов» и «ментов».

Андрей Кивинов говорит о Словине как об одном из авторов, повлиявших на его творчество: «… В начале 90-х вышла книга Леонида Словина „Бронированные жилеты“. Эта книга была достаточно честная и откровенная. Мы в отделе передавали её из рук в руки. Ещё, наверно, „Эра милосердия“ братьев Вайнеров»…
В 1991 году выходит повесть «Бронированные жилеты» («Жёсткий ночной тариф»), которая открыла мини-серию об Игумнове — жёстком, несгибаемом менте, начальнике уголовного розыска на Павелецком вокзале, капитане, которому не суждено стать майором. О игумновском цикле автор говорил: «Именно тогда я практически первым из коллег смог написать об укрытии преступлений, об этом дамокловом мече „раскрываемости“, висящем над каждым сотрудником. (…) Помню, какая радость была, когда в „Бронированных жилетах“ впервые смог поведать о лицемерии героя-начальника, на словах требующего полной регистрации преступлений, а на деле, когда речь шла о регистрации нераскрытых, ведущего себя так, словно подчиненные заставляют его выпить чашу с ядом!».
В 1994 году выходит роман «Отстрел». В нём впервые появляется охранно-сыскная ассоциация «Лайонс» («LIONS» — «Львы») и его крутой руководитель Рэмбо, бывший старший опер управления МУРа и замначальника ГУВД. Появляется в книге в качестве второго главного героя и Игумнов, теперь оперативник «Львов», ушедший-таки из милиции. В дальнейшем «Лайнс» тем или иным образом присутствует во всех произведениях Словина: или главным героем является сотрудник агентства (бывший либо действующий), или Рэмбо оказывает помощь главному герою (информационную либо силовую), или «Лайнс» просто упоминается в разговоре. Ряд последних романов посвящён приключениям частного российского детектива, отслеживающего действия «русской мафии» в Израиле.
Практически во все свои книги Леонид Словин переносит автобиографические черты своей службы в органах МВД, особенно это видно в произведениях, где главными героями являются Денисов, Игумнов и Моторин.

## Фильмография
- 1986 — «Дополнительный прибывает на второй путь» — по одноимённому произведению (киностудия «Таджикфильм») (две серии)
- 1990 — «Кодекс молчания» — по произведению «На тёмной стороне Луны» («Шальная жизнь на тёмной стороне Луны») (киностудия «Узбекфильм»)
  - 1990 — «На тёмной стороне Луны» — телеверсия фильма «Кодекс молчания» (четыре серии)
- 1992 — «Кодекс молчания 2: След чёрной рыбы» — литературный сценарий в соавторстве с Георгием Вайнером и Зиновием Ройзманом по произведению «Зелёное море, красная рыба, чёрная икра» («Хозяин берега») (совместное производство России и Узбекистана)
  - 1992 — «След чёрной рыбы» — телеверсия фильма «Кодекс молчания 2: След чёрной рыбы» (пять серий)
- 2007 — «Ничего личного» — по мотивам произведения «Полночный детектив» («Ночной детектив») (киностудия «Арси-фильм», Россия)

Нереализованные сценарии
- «Капитан-Такое-Дело» (в соавторстве с Симоном Соловейчиком). Про капитана Денисова.
- «Подозревается в невиновности» (в соавторстве с Николаем Ивановым)
- «Как стать генералом» (в соавторстве с братьями Вайнерами)